# Chiesa della Natività della Beata Vergine Maria (Fiesso Umbertiano)
La chiesa della Natività della Beata Vergine Maria è la parrocchiale di Fiesso Umbertiano, in provincia di Rovigo e diocesi di Adria-Rovigo; fa parte del vicariato di Stienta.

## Storia
La prima citazione di una chiesa a Fiesso risale al XIV secolo. Nel secondo decennio del XVII secolo la chiesa fu riedificata per volontà del parroco, il milanese don Bernardino Micario. La costruzione venne consacrata con dedica alla Natività di Maria l'8 settembre 1622 dal vescovo di Termoli Camillo Mauro, primicerio del vescovo d iFerrara Leni. Il tempio fu radicalmente modificato tra il 1689 e il 1691 per volontà del parroco don Antonio Sivieri, come ricorda la lapide murata sopra il portale d'accesso. Furono allora aggiunte le due navate laterali, edificati il presbiterio e il coro ad occidente e la facciata ad oriente.
Nel 1818 la chiesa venne ceduta dall'arcidiocesi di Ferrara alla diocesi di Adria.

## Descrizione
La costruzione, dedicata alla Natività di Maria nel 1825 e riconsacrata nel 1888, presenta il classico stile basilicale, caratterizzato da un'architettura molto semplice. 
Nel 1911 furono realizzate da Augusto Pagliarini delle pitture murali, rimosse tra il 1959 ed il 1960.

### Interno
All'interno, la navata centrale è sovrastata da un raro soffitto ligneo con 96 cassettoni dipinti, raffiguranti episodi della vita della Madonna e di San Carlo Borromeo, databili al XVII secolo. Sulle pareti laterali, recentemente restaurata, una serie di tele di scuola emiliana risalente al XVII secolo va a costituire una quadreria con pochi eguali sul territorio. I dipinti si dividono in due ordini: quelli più piccoli (sopra la trabeazione), databili tra il secondo e il quarto decennio del XVII secolo, rappresentano Episodi della vita di Maria e sono attribuiti alla scuola di Carlo Bononi (1569-1632); i sottostanti, di dimensioni più grandi, rappresentanti Episodi del Vecchio e del Nuovo Testamento, risalenti alla seconda metà del secolo, risentono dell'influsso bolognese. La chiesa, disposta su tre navate, presenta, oltre all'altar maggiore, sei altari e tre cappelle: a destra, la cappella di Santa Rita, di recente fattura, l'altare di Sant'Antonio, l'altare del Sacro Cuore, con statua lignea dello scultore Vincenzo Cadorin (1920), l'altare del Santissimo Crocifisso (XVIII secolo) e la cappella del Santissimo Sacramento, oggi dedicata al "Gesù di tutti i popoli"; a sinistra, la cappella del battistero, rifatta nel 1967, gli altari dei patroni (San Carlo e la Beata Vergine del Rosario) e l'altare ligneo dorato. 

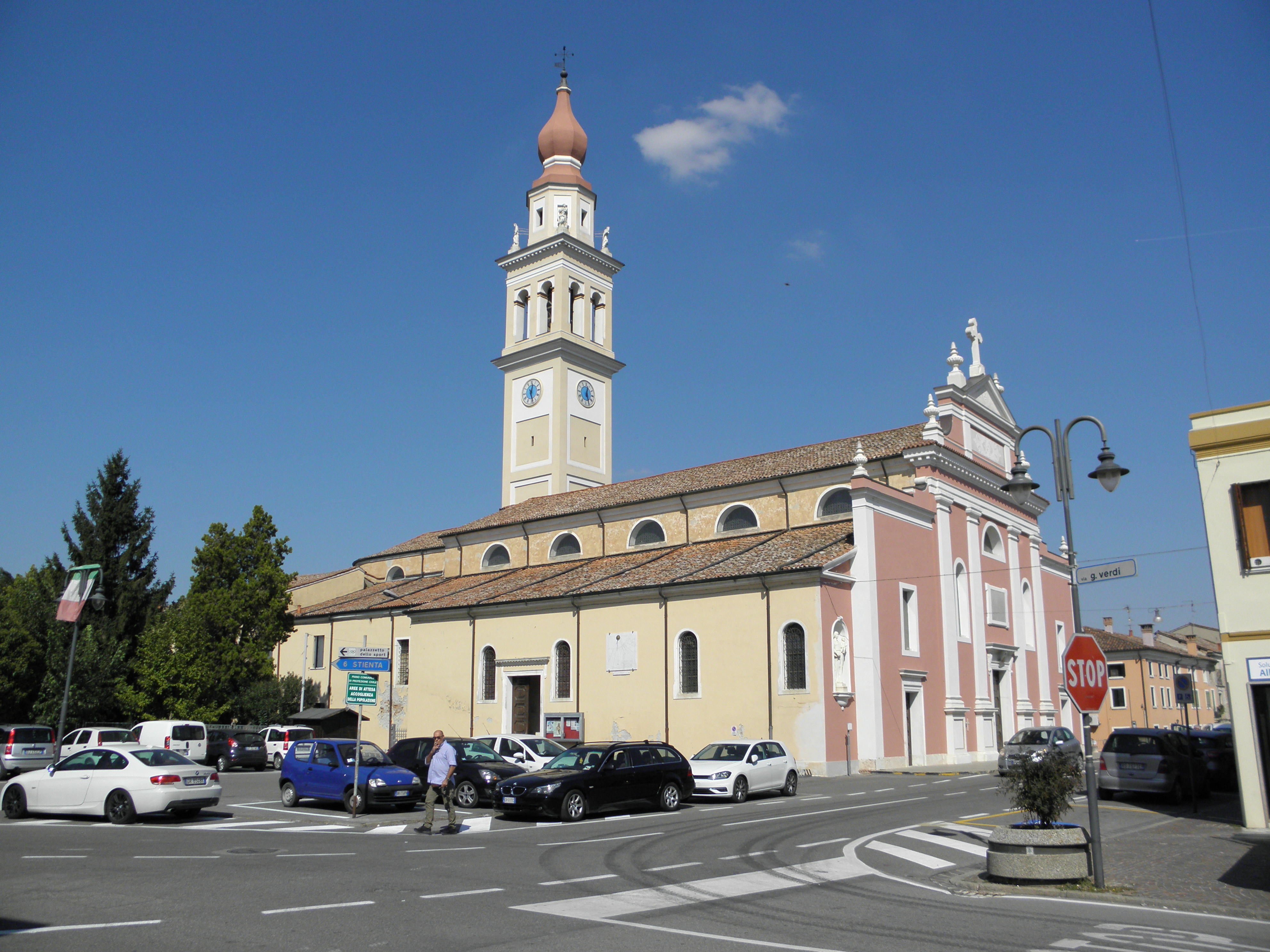
La chiesa

Quest'ultimo, collocato al vertice della navata sinistra, monumento nazionale, secondo la tradizione proviene dalla distrutta chiesa di San Silvestro di Tessarolo. Opera di una buona bottega emiliana di intagliatori della prima metà del XVII secolo, l'altare, anticamente dedicato a San Vincenzo, ha la forma di un tempietto con tre cupole bizantine; è ornato di colonne, capitelli, nicchie, balaustrate e frontali. L'altare è adornato da otto piccole statue, sette delle quali (ad esclusione del Redentore sulla cupola centrale) sono di fattura recente: furono infatti rubate nel 1978 e sostituite con altre solo nel 1982. Di particolare interesse il sovrastante baldacchino settecentesco raffigurante le tre Virtù Teologali e la porticina lignea del tabernacolo, raffigurante l'Adorazione di Gesù Bambino, attribuita ad Ippolito Scarsella, detto lo Scarsellino (1550 circa-1620). L'altar maggiore, in stile romanico, opera del 1877 di Michelangelo Ferrari sovrastata da un crocifisso bronzeo opera di Gino Colognesi (1967), presenta linee molto semplici: fu spostato due metri più indietro nel 1911 per rendere più maestosa e visibile la tribuna di legno non più esistente. Ai lati del presbiterio altre due grandi tele, La Natività della Vergine e L'Assunzione della Vergine (quest'ultima datata 1699). 

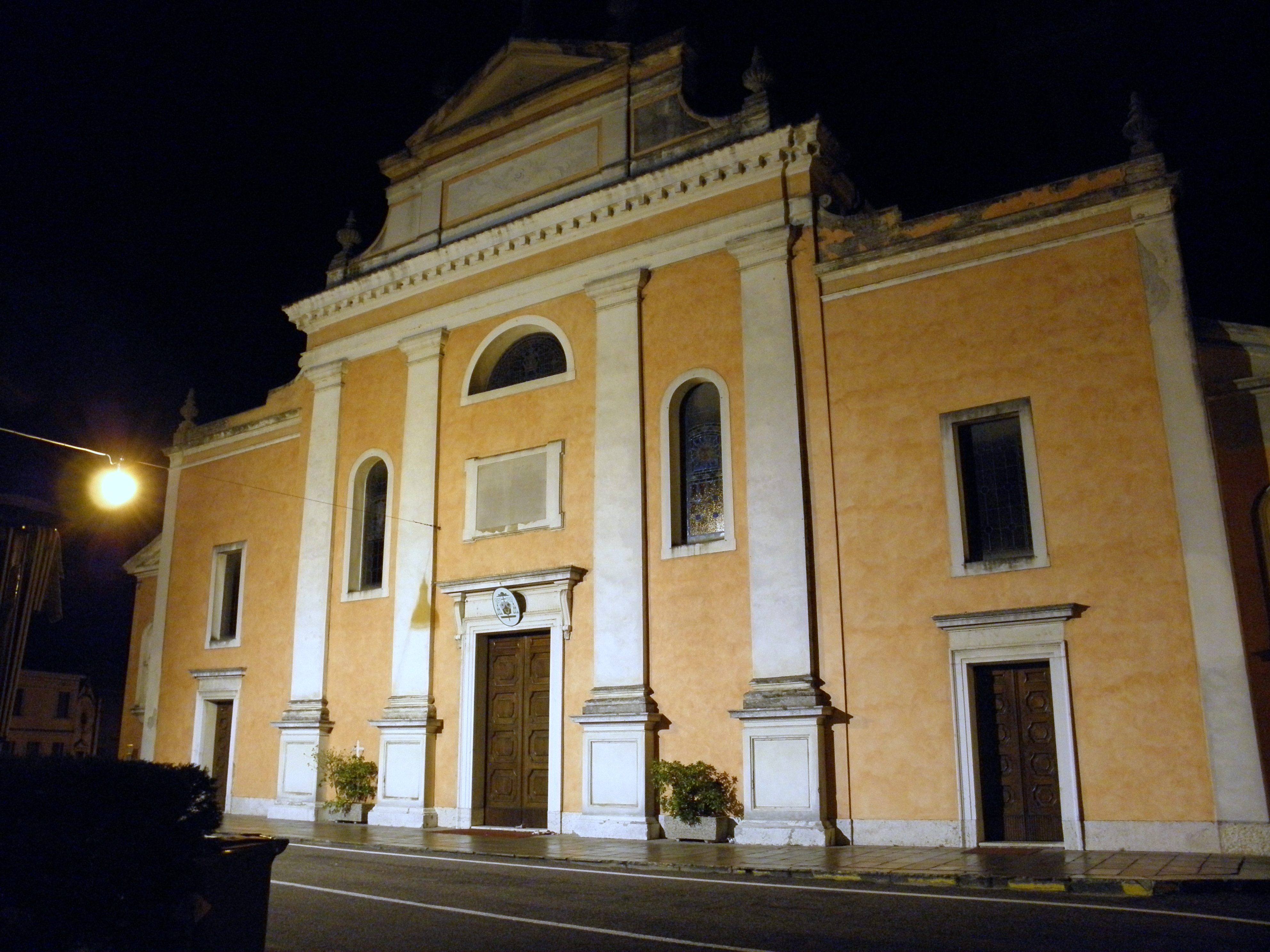
La facciata fotografata di notte

L'abside semicircolare, caratterizzata da un coro opera dell'intagliatore Antonio Soà, risalente attorno al 1840, presenta un catino affrescato, raffigurante L'Incoronazione di Maria. È questo l'unico resto del ciclo di affreschi realizzato dal pittore liberty ferrarese Augusto Pagliarini (1872-1960) tra il 1910 e il 1911, coperto nel 1960. Da non scordare inoltre i 15 affreschi ad olio, disposti ad arco intorno all'altare della Madonna, rappresentanti i misteri del Santo Rosario e risalenti, anche se rimaneggiati, alla metà del XVIII secolo, e le tele della Via Crucis, controparte della Via Crucis di Giandomenico Tiepolo conservata nell'oratorio del Crocifisso annesso alla chiesa di San Polo a Venezia. 
La quadreria è forse attribuibile a Francesco Zugno (1708-1787), autore dell'analoga Via Crucis conservata nella parrocchiale di Fratta Polesine, quindi trafugata.

### Esterno

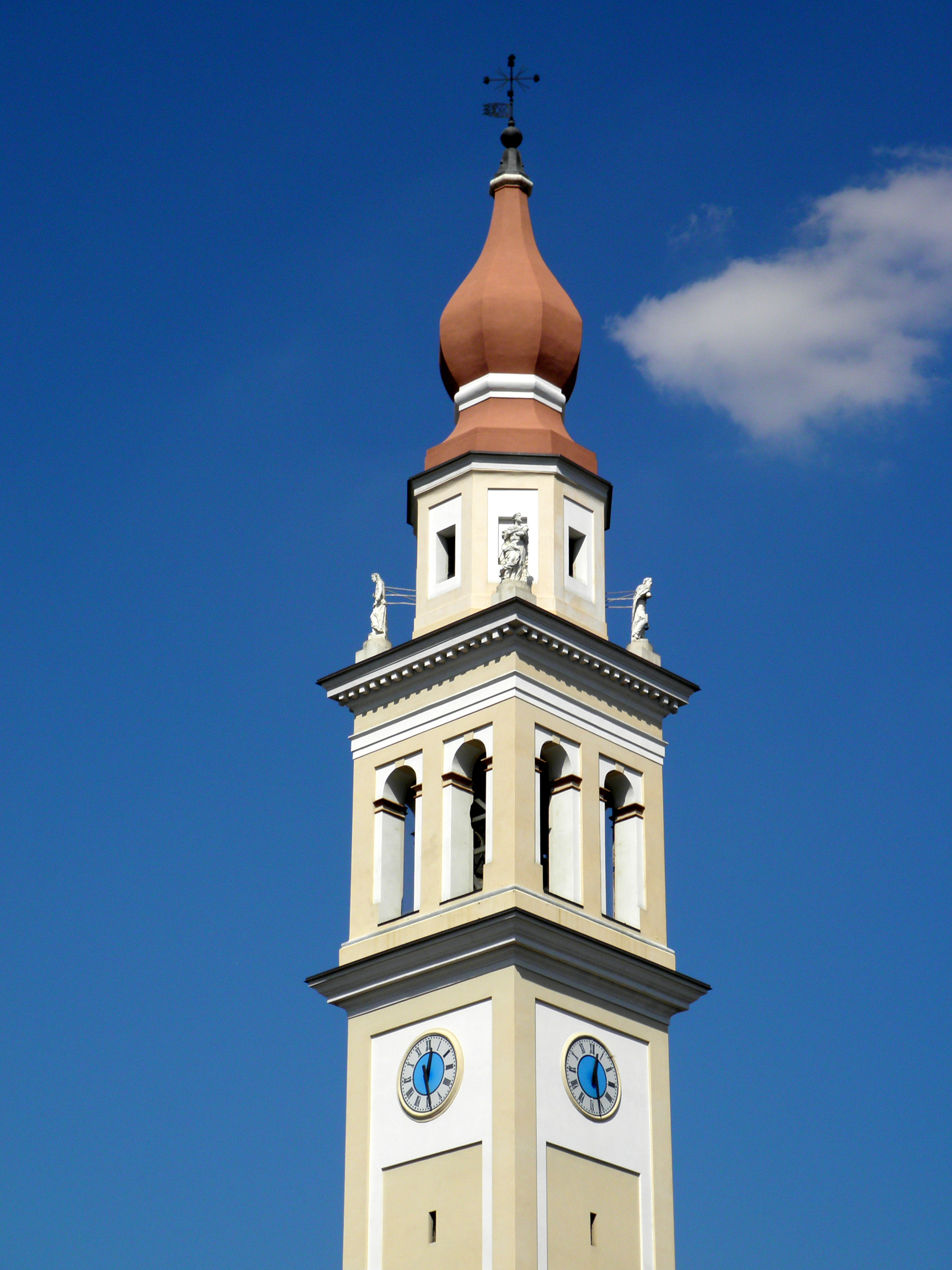
Il campanile

Il campanile, inglobato nella chiesa, termina con una cupola bizantineggiante sormontata da un puntale color verde rame e da una bandierina segna vento. È alto 64 metri ed è adornato da quattro statue in marmo alte tre metri rappresentanti gli Evangelisti, poste sulla cella campanaria, per accedere alla quale bisogna fare sette rampe di scale a chiocciola per un totale di 67 gradini a muro (pioli). L'opera, definita dal cronista seicentesco Guarini "eminentissima torre", venne fatta costruire da don Bernardino Micario nel 1621 sulle fondamenta di quella fatta erigere nel 1449 dal conte Francesco Sacrati. Le 4 campane della fonderia Cavadini furono acquistate nel 1881 dal parroco don Antonio Brusaferro (rettore dal 1875 al 1882). Il 19 febbraio 1943 tre di queste campane (solo il "campanone" si salvò) vennero calate a terra, per essere poi requisite e trasferite dalla fonderia Daciano Colbachini di Padova per fare cannoni il 26 dello stesso mese. La stessa fonderia Colbachini realizzò nell'immediato dopoguerra le 5 nuove campane, rimpiazzate per volontà di don Angelo Rossi (parroco dal 1939 al 1954) il 10 luglio 1948 con ampi finanziamenti statali come danni di guerra. Di seguito i dati noti in sintesi:
- campanone, nota si2, peso ca. 1850 kg, fuso da Cavadini Verona nel 1881
- seconda, nota reb3, peso ca. 1450 kg, restituita da Colbachini Padova nel 1948
- terza, nota mib3, restituita da Colbachini Padova nel 1948
- quarta, nota mi3, restituita da Colbachini Padova nel 1948
- quinta, nota solb3, restituita da Colbachini Padova nel 1948